# 马京
马京（？—1411年），字子高，陕西行省奉元路乾州武功縣（今陕西武功）人，明朝进士、官员。
洪武十八年（1385年），马京中式二甲第一名進士，授翰林院編修。后任大理寺少卿。永乐初年，任刑部左侍郎，辅导皇太子，为汉王朱高煦所厌恶，此后下狱去世。明仁宗即位后，追谥文简。